# Baroa punctibasalis
Baroa punctibasalis là một loài bướm đêm thuộc phân họ Arctiinae, họ Erebidae.